# Földeák
Földeák is een plaats (község) en gemeente in het Hongaarse comitaat Csongrád. Földeák telt 3318 inwoners (2002).